# Renan Lenz
Renan Santos Lenz (Santo Ângelo, 10 de setembro de 1990) é um basquetebolista brasileiro que atualmente defende o Minas.
Iniciou a carreira num clube escolar de Lajeado e passou por Araraquara, Universidade de Utah e São José até se destacar no Pinheiros, clube pelo qual foi indicado ao prêmio de "Melhor Pivô" da Liga Nacional de Basquete. Após isso, foi contratado por Bauru e Paulistano. Por este último, conquistou a medalha de bronze da Liga das Américas de 2019. Em julho de 2019, transferiu-se para o São Paulo, clube pelo qual integra o plantel até os dias atuais.

## Biografia
Renan nasceu em 10 de setembro de 1990, na cidade gaúcha de Santo Ângelo. Em 2010, mudou-se para os Estados Unidos onde estudou no colégio Arizona Western, local que conheceu sua esposa, a norte-americana Chelsea. O casal tem duas filhas nascidas em 2015, as gêmeas Elena e Mackenzie.

## Carreira
A carreira esportiva de Renan iniciou aos doze anos de idade, quando um professor o incentivou a praticar basquetebol. Dois anos depois, mudou-se para Lajeado, onde integrou um clube de escola filiado a um profissional. Mais  tarde, transferiu-se para o Araraquara, clube pelo qual disputou suas duas primeiras edições de Novo Basquete Brasil. Em 2010, iniciou seus estudos nos Estados Unidos e dois anos depois integrou a equipe da Universidade de Utah. Renan retornou para o Brasil em 2014, assinando um contrato com o São José. Logo no término de sua primeira temporada no interior do estado de São Paulo, ele foi contratado pelo Pinheiros. Por seu alto rendimento, foi indicado ao prêmio de "Melhor Pivô" do campeonato de 2016-2017, uma premiação concedida pela Liga Nacional de Basquete.
Depois de duas temporadas pelo clube da capital, Renan foi apresentado como novo reforço do atual campeão do Novo Basquete Brasil, o Bauru. Em julho de 2018, repete o feito de ser contratado pelo atual campeão do Novo Basquete Brasil, desta vez o Paulistano. No término de sua passagem pelo clube, ele contribuiu com quinze pontos na vitória sobre Capitanes, do México, na partida que rendeu a medalha de bronze da última edição da Liga das Américas.
Em junho de 2019, transferiu-se para o São Paulo junto com Desmond Holloway, Georginho de Paula, Jefferson William e Shamell Stallworth, integrando assim um dos maiores investimentos do país para a temporada 2019–20. O atleta estreou pela equipe no triunfo sobre o Basquete Osasco pelo Campeonato Paulista, e logo em sua primeira temporada foi votado para as premiações de "Melhor Pivô" e "Melhor Reserva" da Liga Nacional de Basquete porém não alcançou as semifinais. Por suas boas atuações, Renan Lenz foi convocado para Seleção Brasileira em janeiro de 2021. Poucos dias depois da convocação, ele foi um dos principais destaques da vitória do São Paulo sobre a Universidad de Concepción, que ficou marcado como o primeiro jogo da equipe na Basketball Champions League Américas.